# Харлаков, Иван
Иван Петров Харлаков (болг. Иван Петров Харлаков; 1888, Габрово — 1945) — болгарский офицер, участник свержения и убийства Александра Стамболийского в июне 1923 года. Казнён по приговору Народного суда.

## Пехотный офицер
Окончил школу офицеров запаса. С 1910 года служил в пехотных частях болгарской армии. Участвовал во Второй балканской и Первой мировой войнах.
В Первой мировой войне поручик Харлаков командовал ротой 20-го пехотного Добруджанского полка (шефом полка являлся Кирил Преславский). Был награждён орденом «За храбрость» III степени II класса.

## В мятежах 1923
Иван Харлаков придерживался правых политических взглядов. В 1923 активно участвовал в государственном перевороте Александра Цанкова. 10 июня он получил приказ военного министра Ивана Вылкова захватить свергнутого премьер-министра Александра Стамболийского.
13 июня приказ был выполнен, Стамболийский схвачен и передан сначала полковнику Славейко Василеву, затем отряду ВМРО Величко Велянова. После пыток Стамболийский был убит.
Роль Харлакова в захвате Стамболийского особо отмечал Цанков. При этом он подчёркивал, что Харлаков (как типичный габровец) передал Стамболийского в руки Василева под расписку — живым и здоровым.
Иначе описывал ситуацию Вылков:

Я приказал Славейко Василеву доставить Стамболийского специальным поездом в Софию. Харлаков взял Стамболийского обратно на виллу, где убил его, выполняя личный приказ Цанкова. Участвовали и македонцы Величко, и поручики Крыстев, Савов, Павлов, и, если не ошибаюсь, Дипчев…

Спустя три месяца Иван Харлаков принял участие в подавлении Сентябрьского восстания
В 1928 году Иван Харлаков уволился из армии в звании капитана.

## Суд и казнь
После прихода к власти прокоммунистического правительства Отечественного фронта в сентябре 1944 года Иван Харлаков был арестован и предстал перед Народным судом.
Харлаков дал подробные показания об июньских событиях 1923 года, обстоятельствах захвата и убийства Стамболийского (он особо отметил, что убийство совершалось не огнестрельным оружием, а ножом). В этой связи им был назван ряд имён — не только антикоммунист Антон Крыстев, но и Дамян Велчев, Кимон Георгиев, которые с 1944 являлись союзниками БКП. Основную политическую ответственность за смерть Стамболийского Харлаков возлагал на царя Бориса III.
Решением Народного суда Иван Харлаков был приговорён к смертной казни и расстрелян. Дата и место казни официально не оглашались (смертные приговоры Народного суда по «Делу N 1» приведены в исполнение 1 февраля 1945 года).
В современной Болгарии Иван Харлаков воспринимается в основном негативно, как участник убийства Стамболийского.